# Johann Georg Schöffer (Politiker, 1838)
Johann Georg Schöffer (* 19. November 1838 in Gelnhausen; † 30. Juni 1906 ebenda) war ein deutscher Kaufmann und Bürgermeister sowie Mitglied des Provinziallandtages der Provinz Hessen-Nassau.

## Leben
Johann Georg Schöffer wurde als Sohn des Metzgermeisters Conrad Heinrich Schöffer und dessen Ehefrau Anna Katharina Schmidt geboren. In seinem Heimatort Gelnhausen war er als Kaufmann tätig und bekleidete vom 9. August 1877 an das Amt des Gelnhausener Bürgermeisters. In dieser Funktion erhielt er 1886 ein Mandat für den Kurhessischen Kommunallandtag des preußischen Regierungsbezirks Kassel bzw. des Provinziallandtages der Provinz Hessen-Nassau. Dort war er Mitglied verschiedener Ausschüsse (1887 Organisationsausschuss, 1890–1904 Eingabeausschuss, 1891–1893 Rechnungsprüfungsausschuss und 1890, 1895 sowie 1901 Landesausschuss).

## Öffentliche Ämter
- Vorsitzender der städtischen Körperschaften
- Schiedsmann und Standesbeamter
- Vorstandsmitglied im Städtetag